# Werner A. Kral
Werner A. Kral (geboren am 4. Januar 1923 in Chomutov, Tschechoslowakei; gestorben am 29. Januar 2010 in Heidelberg) war ein deutscher Science-Fiction-Autor und Journalist.

## Leben
Kral wuchs in Prag auf, wo er am Deutschen Staatsrealgymnasium die Matura machte und anschließend an der Prager Karls-Universität Astronomie, Astrophysik und Mathematik studierte, wurde jedoch schon kurz nach der Immatrikulation eingezogen. Im Zweiten Weltkrieg diente er als Soldat in Polen, Frankreich, Nordafrika und Italien, kam in der Nähe des Monte Cassino in amerikanische und danach französische Kriegsgefangenschaft und wurde 1947 als Heimatvertriebener entlassen. Er ließ sich in Heidelberg nieder, wo er bis 1973 lebte, arbeitete dort für den Postkartenverlag Popp, absolvierte ein Fernstudium im Technischen Zeichnen, besuchte Englischkurse und bildete sich autodidaktisch weiter. Danach arbeitete er in einem Konstruktionsbüro und als Journalist für den Deutschen Forschungsdienst und drei weitere Fachzeitschriften des Konradin-Verlags. Er war Chefredakteur der Zeitschriften Internationale elektronische Rundschau und Nachrichten-Elektronik. Kral lernte den Astronautik-Pionier Hermann Oberth kennen und war bis 1992 Chefredakteur der dann eingestellten, von der Hermann-Oberth-Gesellschaft herausgegebenen Zeitschrift Astronautik.
Ab 1963 schrieb Kral eine Reihe von Science-Fiction-Romanen, die im Leihbuchverlag Bewin erschienen, darunter eine Trilogie um den „Raum-Commodore Fritz Wendel“. Neben diesen Büchern veröffentlichte er populärwissenschaftliche Texte und verfasste Rundfunkvorträge.
Seit 1951 war Kral verheiratet. Mit seiner Frau Anita hatte er einen Sohn. Ab 2002 lebte das Ehepaar wieder in Heidelberg, wo er 2010 im Alter von 88 Jahren verstarb, nachdem er in seinen letzten Jahren zunehmend unter einer Parkinson-Erkrankung gelitten hatte.

## Auszeichnungen
- Goldene Ehrennadel und Goldmedaille der Hermann-Oberth-Gesellschaft
- Silberne Ehrennadel der Deutschen Gesellschaft für Luft- und Raumfahrt

## Bibliografie
Raum-Commodore Fritz Wendel
- 1 Hilfe vom Nebel der Andromeda. Bewin-Verlag Winterbach, Menden/Sauerland 1963.
- 2 Inferno. Bewin-Verlag Winterbach, Menden/Sauerland 1964.
- 3 Die explodierende Sonne. Bewin-Verlag Winterbach, Menden/Sauerland 1964.

Einzelromane
- Atlantis … das Ende einer Macht. Bewin-Verlag Winterbach, Menden/Sauerland 1963.
- Und sie existieren doch! Bewin-Verlag Winterbach, Menden/Sauerland 1964.
- Geheimnis im Urwald. Bewin-Verlag Winterbach, Menden/Sauerland 1964.